# ۲٬۴-دی نیتروتولوئن

ساختار ۲٬۴-دی نیتروتولوئن

۲٬۴-دی نیتروتولوئن (به انگلیسی: 2,4-Dinitrotoluene) یک ترکیب شیمیایی با شناسه پاب‌کم ۸۴۶۱ است؛ که جرم مولی آن 182.134 g/mol می‌باشد. شکل ظاهری این ترکیب، بلور جامد زرد کمرنگ تا نارنجی است.